# Serrognathus submolaris
Serrognathus submolaris es una especie de coleóptero de la familia Lucanidae.

## Distribución geográfica
Habita en Assam, Kashmir, Himachal Pradesh y Pakistán.